# Grande Prêmio da Austrália de 2007
Resultados do Grande Prêmio da Austrália de Fórmula 1 realizado em Melbourne em 18 de março de 2007. Primeira etapa do campeonato, foi vencido pelo finlandês Kimi Räikkönen, da Ferrari, que subiu ao pódio ladeado por Fernando Alonso e Lewis Hamilton, pilotos da McLaren-Mercedes.

## Resumo
- Primeira corrida de Lewis Hamilton na Fórmula 1 pela equipe McLaren e sendo o primeiro pódio em sua carreira.
- Primeira corrida de Heikki Kovalainen pela Renault.
- Primeira corrida de Mark Webber pela Red Bull.
- Primeira corrida de Adrian Sutil pela Spyker.
- Primeira corrida de Alexander Wurz pela Williams.
- Primeira corrida de Anthony Davidson pela Super Aguri.

## Classificação da prova

### Treinos classificatórios
| Pos.   | Nº | Piloto               | Equipe             | Q1       | Q2         | Q3       | Grid |
| ------ | -- | -------------------- | ------------------ | -------- | ---------- | -------- | ---- |
| 1      | 6  | Kimi Räikkönen       | Ferrari            | 1:26.644 | 1:25.644   | 1:26.072 | 1    |
| 2      | 1  | Fernando Alonso      | McLaren-Mercedes   | 1:26.697 | 1:25.326   | 1:26.493 | 2    |
| 3      | 9  | Nick Heidfeld        | BMW Sauber         | 1:26.895 | 1:25.358   | 1:26.556 | 3    |
| 4      | 2  | Lewis Hamilton       | McLaren-Mercedes   | 1:26.674 | 1:25.577   | 1:26.755 | 4    |
| 5      | 10 | Robert Kubica        | BMW Sauber         | 1:26.696 | 1:25.882   | 1:27.347 | 5    |
| 6      | 3  | Giancarlo Fisichella | Renault            | 1:27.270 | 1:25.944   | 1:27.634 | 6    |
| 7      | 15 | Mark Webber          | Red Bull-Renault   | 1:26.978 | 1:26.623   | 1:27.934 | 7    |
| 8      | 12 | Jarno Trulli         | Toyota             | 1:27.014 | 1:26.688   | 1:28.404 | 8    |
| 9      | 11 | Ralf Schumacher      | Toyota             | 1:27.328 | 1:26.739   | 1:28.692 | 9    |
| 10     | 22 | Takuma Sato          | Super Aguri-Honda  | 1:27.365 | 1:26.758   | 1:28.871 | 10   |
| 11     | 23 | Anthony Davidson     | Super Aguri-Honda  | 1:26.986 | 1:26.909   |          | 11   |
| 12     | 16 | Nico Rosberg         | Williams-Toyota    | 1:27.596 | 1:26.914   |          | 12   |
| 13     | 4  | Heikki Kovalainen    | Renault            | 1:27.529 | 1:26.964   |          | 13   |
| 14     | 7  | Jenson Button        | Honda              | 1:27.540 | 1:27.264   |          | 14   |
| 15     | 17 | Alexander Wurz       | Williams-Toyota    | 1:27.479 | 1:27.393   |          | 15   |
| 16     | 5  | Felipe Massa         | Ferrari            | 1:26.712 | [ nota 2 ] |          | 22   |
| 17     | 8  | Rubens Barrichello   | Honda              | 1:27.679 |            |          | 16   |
| 18     | 19 | Scott Speed          | Toro Rosso-Ferrari | 1:28.305 |            |          | 17   |
| 19     | 14 | David Coulthard      | Red Bull-Renault   | 1:28.579 |            |          | 18   |
| 20     | 18 | Vitantonio Liuzzi    | Toro Rosso-Ferrari | 1:29.267 |            |          | 19   |
| 21     | 20 | Adrian Sutil         | Spyker-Ferrari     | 1:29.339 |            |          | 20   |
| 22     | 21 | Christijan Albers    | Spyker-Ferrari     | 1:31.932 |            |          | 21   |
| Fonteː |    |                      |                    |          |            |          |      |

### Corrida
| Pos.   | Nº | Piloto               | Construtor         | Voltas | Tempo/Diferença | Grid | Pontos |
| ------ | -- | -------------------- | ------------------ | ------ | --------------- | ---- | ------ |
| 1      | 6  | Kimi Räikkönen       | Ferrari            | 58     | 1:25:28.770     | 1    | 10     |
| 2      | 1  | Fernando Alonso      | McLaren-Mercedes   | 58     | + 7.242         | 2    | 8      |
| 3      | 2  | Lewis Hamilton       | McLaren-Mercedes   | 58     | + 18.595        | 4    | 6      |
| 4      | 9  | Nick Heidfeld        | BMW Sauber         | 58     | + 38.763        | 3    | 5      |
| 5      | 3  | Giancarlo Fisichella | Renault            | 58     | + 1:06.469      | 6    | 4      |
| 6      | 5  | Felipe Massa         | Ferrari            | 58     | + 1:06.805      | 22   | 3      |
| 7      | 16 | Nico Rosberg         | Williams-Toyota    | 57     | + 1 volta       | 12   | 2      |
| 8      | 11 | Ralf Schumacher      | Toyota             | 57     | + 1 volta       | 9    | 1      |
| 9      | 12 | Jarno Trulli         | Toyota             | 57     | + 1 volta       | 8    |        |
| 10     | 4  | Heikki Kovalainen    | Renault            | 57     | + 1 volta       | 13   |        |
| 11     | 8  | Rubens Barrichello   | Honda              | 57     | + 1 volta       | 16   |        |
| 12     | 22 | Takuma Sato          | Super Aguri-Honda  | 57     | + 1 volta       | 10   |        |
| 13     | 15 | Mark Webber          | Red Bull-Renault   | 57     | + 1 volta       | 7    |        |
| 14     | 18 | Vitantonio Liuzzi    | Toro Rosso-Ferrari | 57     | + 1 volta       | 19   |        |
| 15     | 7  | Jenson Button        | Honda              | 57     | + 1 volta       | 14   |        |
| 16     | 23 | Anthony Davidson     | Super Aguri-Honda  | 56     | + 2 voltas      | 11   |        |
| 17     | 20 | Adrian Sutil         | Spyker-Ferrari     | 56     | + 2 voltas      | 20   |        |
| Ret    | 17 | Alexander Wurz       | Williams-Toyota    | 48     | Colisão         | 15   |        |
| Ret    | 14 | David Coulthard      | Red Bull-Renault   | 48     | Colisão         | 18   |        |
| Ret    | 10 | Robert Kubica        | BMW Sauber         | 36     | Câmbio          | 5    |        |
| Ret    | 19 | Scott Speed          | Toro Rosso-Ferrari | 28     | Punção          | 17   |        |
| Ret    | 21 | Christijan Albers    | Spyker-Ferrari     | 10     | Acidente        | 21   |        |
| Fonte: |    |                      |                    |        |                 |      |        |

## Tabela do campeonato após a corrida
| Pos.   | Piloto               | Pontos |
| ------ | -------------------- | ------ |
| 1      | Kimi Räikkönen       | 10     |
| 2      | Fernando Alonso      | 8      |
| 3      | Lewis Hamilton       | 6      |
| 4      | Nick Heidfeld        | 5      |
| 5      | Giancarlo Fisichella | 4      |
| Fonte: |                      |        |

| Pos.   | Construtor       | Pontos |
| ------ | ---------------- | ------ |
| 1      | McLaren–Mercedes | 14     |
| 2      | Ferrari          | 13     |
| 3      | BMW Sauber       | 5      |
| 4      | Renault          | 4      |
| 5      | Williams-Toyota  | 2      |
| Fonte: |                  |        |

- Nota: Somente as primeiras cinco posições estão listadas.